# Dia de São Nicolau
O Dia de São Nicolau (em neerlandês: Sinterklaasfeest) é uma celebração realizada anualmente no dia 5 de dezembro nos Países Baixos e no dia 6 de dezembro na Bélgica com a vinda de São Nicolau (o precursor do Papai Noel) que entrega presentes para as crianças. A festa também é comemorada, mas em menor escala, na Alemanha, na Áustria, na França, na Indonésia, no Luxemburgo (como Kleeschen), na Suíça, na Polônia e na República Checa. A festa de São Nicolau tem igualmente uma importante e muito antiga celebração em Guimarães, Portugal, e ainda no Brasil nas regiões Sul e Sudeste.

## História
Conta a lenda que três moças não poderiam se casar porque seu pai não tinha condições de pagar seus dotes, na época, indispensáveis. Assim, a sorte das moças estava lançada ao cruel destino de escravidão ou prostituição. São Nicolau, comovido com a situação, jogou três sacos de moedas de ouro pela chaminé da casa das moças. Os sacos caíram dentro das meias das moças que estavam secando junto ao fogo da lareira.
Sendo assim, na tradição nicolina, costuma-se dependurar meias nas lareiras das casas no dia 5 de dezembro à noite, véspera de São Nicolau, fazendo orações. Costuma-se também colocar sapatinhos na janela, para as crianças que não tem lareira. São Nicolau, durante a madrugada, enche de doces as meias ou os sapatinhos das crianças que se comportaram bem durante o ano.

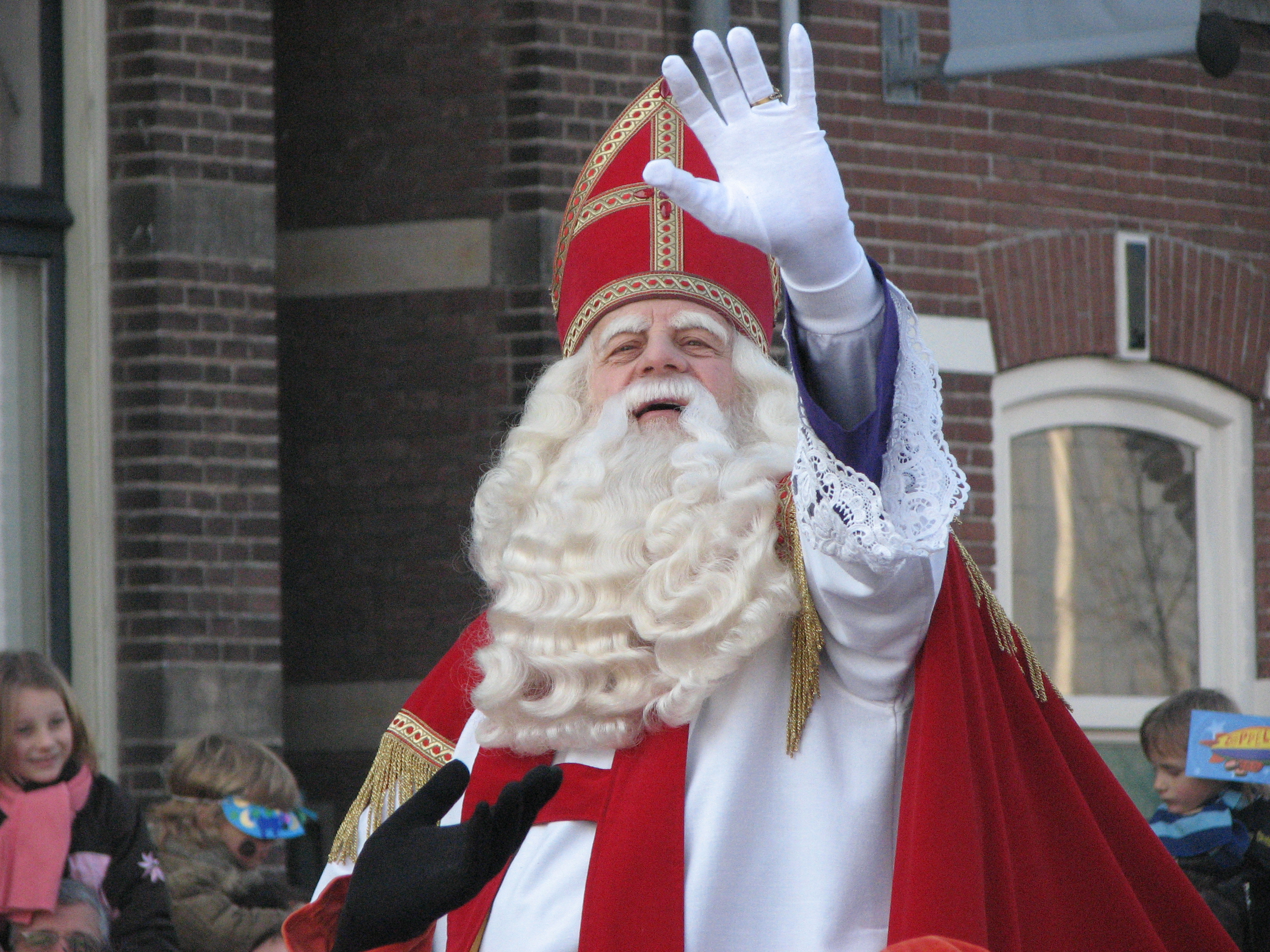
Sinterklaas

Sinterklaas costuma andar acompanhado de Pedro Preto (Black Pete, Zwarte Piet, Svarte Petter), seu ajudante para verificar o comportamento das crianças e distribuir doces, pãezinhos de mel, bengalinhas coloridas de açúcar e moedas de chocolate envoltas em papel dourado.
As Festas Nicolinas são celebradas precisamente em honra de São Nicolau, também padroeiro dos estudantes. O Papai Noel americano (Santa Claus em inglês), assim como o Father Christmas britânico, derivam de São Nicolau. "Papai Noel" é derivado em parte do holandês Sinterklaas, o nome do santo naquela língua. No entanto, a oferta de presentes associada a essas figuras descendentes está associada ao dia de Natal, e não ao próprio dia de São Nicolau.